# MAXI
Pour les articles homonymes, voir Maxi.
MAXI (acronyme de Monitor of All-sky X-ray Image) est un observatoire spatial développé par le Japon dont l'objectif est de détecter de manière systématique les sources astronomiques de rayons X en particulier les phénomènes transitoires périodiques (binaires X) ou non (sursaut gamma). L'instrument a été installé sur une plateforme solidaire du module japonais Kibō de la Station spatiale internationale en 2009 et doit rester opérationnel jusqu'en 2018.

## Contexte
L'observation plein ciel des sources astronomiques de rayonnement X remontent à l'entrée en service de l'observatoire spatial Ariel 5. Celui-ci est le premier satellite disposant d'un instrument permettant d'effectuer une surveillance des novae et des phénomènes astronomiques transitoires émettant dans le spectre X. L'instrument utilise le principe du sténopé à fente. Des instruments plus perfectionnés sont embarqués par la suite pour recenser et étudier plus particulièrement les sursauts gamma et leur contrepartie dans le rayonnement X : Beppo-SAX (1997) qui découvre les rémanents X de ces brèves bouffées de rayons gamma, HETE-2 (2000) puis Swift (2004) tous deux complètement destinés à l'observation des sursauts gamma .
Successeurs de Ariel 5 l’observatoire spatial japonais Ginga (1987) effectue durant 4 années et demi un recensement systématique des sources X fixes et variables de tous types qui permet des avancées importantes dans la compréhension des trous noirs binaires grâce à la découverte des trous noirs binaires se comportant comme des novae. Ce rôle est repris par l'observatoire de la NASA RXTE qui effectue à compter de son entrée en service en 1996 et durant 13 ans un recensement systématique des sources de rayonnement X en particulier, du fait d'une limite de détection de 10 mCrabe, ceux situées dans notre galaxie. Les trois instruments cités (Ariel 5, Ginga et RXTE) permettent de dresser une carte des sources X les plus brillantes avec leurs variations sur de longues périodes. Mais ces instruments manquent de sensibilité pour une étude des sources X variables moins brillantes des noyaux des galaxies actives. MAXI est l'un des instruments  "ciel entier"  développé pour remplir ce dernier objectif.

## Objectifs de la mission MAXI
MAXI poursuit les objectifs suivants :
- Alerter la communauté des astronomes lorsque survient un accroissement d'activité d'une source de rayonnement X liée par exemple à un sursaut gamma, une nova émettant un rayonnement X ou une tempête stellaire.
- Fournir des séries de données à long terme portant sur la variabilité des sources périodiques ou quasi périodiques de rayonnement X.
- Contribuer à l'observation d'objets célestes conjointement avec d'autres instruments (observatoires terrestres ou spatiaux fonctionnant dans en infrarouge, optique, radio, X).
- Réaliser des catalogues ciel entier des sources X. Mis à jour avec une périodicité mensuelle ou semi-annuelle ceux-ci doivent contribuer à l'étude du comportement des galaxies actives à long terme.

## Caractéristiques techniques
MAXI comprend deux détecteurs couvrant des gammes d'ondes complémentaires. Tous deux sont des instruments à fente (champ optique long et étroit) disposant de collimateurs avec des détecteurs unidimensionnels sensibles à la position. Le déplacement de la station spatiale modifie la position de la source de rayons X sur le détecteur ce qui permet de localiser l'origine du rayonnement dans le ciel. L'ensemble de la voute céleste est balayée sur une période allant de quelques jours à quelques mois. La fente est orientée de manière que le champ optique comprenne le limbe de la planète et le zénith. La technique utilisée (absence de miroir) ne permet qu'une précision angulaire d'environ 0,5° . Pour les sources particulièrement brillantes (avec suffisamment de photons), la précision peut atteindre par exploitation statistique, une précision de 0,1°. Les deux détecteurs sont : 
- GSC (Gas Slit Camera) est un compteur proportionnel à gaz qui analyse les rayons X dont l'énergie est comprise entre 2 et 30 keV. Il dispose de 12 compteurs ayant une surface totale effective de 5 000 cm2.
- SSC (Solid-state Slit Camera) utilise 16 CCD refroidis par effet Peltier qui détectent le rayonnement X dont l'énergie est comprise entre 0,5 et 10 keV.

## Développement et mise en œuvre
La décision de développer un instrument "ciel entier" fixé à la plateforme EF du module japonais Kibō de la Station spatiale internationale est prise en 1997 par l'agence spatiale japonaise NASDA (fusionnée par la suite au sein de la JAXA). Celle-ci est chargée de la participation japonaise de la station spatiale au sein du programme spatial japonais. La station spatiale présente pourtant de nombreuses contraintes pour un observatoire spatial. Elle manque de stabilité du fait de fluctuations dans son orientation. Le champ optique des instruments grand angle peut être obstrué par les panneaux solaires de très grande taille ou la structure de la station spatiale. Enfin les interfaces avec la station spatiale sont complexes car elles sont conçues pour être utilisées par de nombreux types d'instrument . La mise en orbite de l'instrument prévue en 2003 est retardé de plusieurs années par l'accident de la navette spatiale Columbia qui décale le calendrier de construction de la station spatiale. L'instrument est finalement embarqué le 16 juillet 2009 dans le cadre de la mission STS-127 de la navette Endeavor et activé début aout 2009. Après une période d'étalonnage, les observations débutent en mars 2010. L'utilisation de l'instrument doit se poursuivre jusqu'en mars 2018.

## Successeur de MAXI: l'instrument iWF-MAXI
L'ISAS, division scientifique de l'agence spatiale japonaise, a décidé en 2015 de développer un successeur à MAXI qui pourrait être installé à bord de la Station spatiale internationale vers 2019. iSEEP Wide-Field MAXI dispose de deux instruments qui doivent permettre une étude approfondie des objets transitoires visibles en rayons X mous et permettre une observation plus systématique de l'ensemble du ciel :
- La caméra SLD (Soft X-¬‐ray Large Solid Angle Camera) couvre un spectre plus étendu (0,7 - 10 keV) avec un champ optique assurant de manière instantanée la couverture de 20 % du ciel.
- Un deuxième instrument HXM  (Hard X-¬‐ray Monitor) utilise la technique du masque codé pour analyser le rayonnement X dur et le rayonnement gamma mou  (20 keV–1 MeV)

## Résultats
Entre 2009 et 2014 MAXI a permis la découverte d'une trentaine d'objets transitoires (dont des sursauts gamma)  et de 6 trous noirs,.